# Isidro Candia
Isidro Ramón Candia (Luque, Departamento Central, 15 de mayo de 1979) es un exfutbolista paraguayo. Jugaba como centrocampista.

## Trayectoria
En el 2004 emigra por primera vez al extranjero llegando a jugar con Juan Manuel Vargas ese año logra clasificar a la Copa Sudamericana 2005.

## Clubes
| Club                          | País      | Año         |
| ----------------------------- | --------- | ----------- |
| Sportivo Luqueño              | Paraguay  | 1999 - 2002 |
| Libertad                      | Paraguay  | 2003        |
| Universitario                 | Perú      | 2004        |
| 12 de Octubre                 | Paraguay  | 2005        |
| Deportivo Anzoátegui          | Venezuela | 2005        |
| Club Unión Central            | Bolivia   | 2006        |
| Club Aurora                   | Bolivia   | 2007        |
| Real Potosí                   | Bolivia   | 2008        |
| Independiente Medellín        | Colombia  | 2009        |
| CSD Comunicaciones            | Guatemala | 2009 - 2011 |
| General Caballero SC          | Paraguay  | 2012        |
| Club Fernando de la Mora      | Paraguay  | 2013        |
| General Caballero SC          | Paraguay  | 2014        |
| Independiente de Campo Grande | Paraguay  | 2015        |

### Participaciones en Copas Nacionales
| Copa               | País     | Resultado     | Partidos | Goles |
| ------------------ | -------- | ------------- | -------- | ----- |
| Copa Paraguay 2018 | Paraguay | Por confirmar | 0        | 0     |